# Bowling Balls
Bowling Balls è un singolo dell'album Hell's Pit del gruppo Horrorcore Insane Clown Posse realizzato in collaborazione con Esham. È stato realizzato anche un cortometraggio con lo stesso titolo della canzone, in promozione dell'Album e del singolo, diretto da Paul Andresen.